# Otto Eckert
Otto Eckert (4. října 1910 Kralovice – 1. ledna 1995 Praha) byl český sochař a keramik, pedagog.

## Život
Uměleckého vzdělání se mu dostalo na hořické sochařsko-kamenické škole v letech 1924–1926 a poté na pražské uměleckoprůmyslové škole ve speciálce Karla Štipla, kterou ukončil roku 1933. Následně začal pracovat v porcelánce EPIAG v Březové, později v Praze a ve vlastní dílně v Kralovicích. Od roku 1946 začal učit na Vysoké škole uměleckoprůmyslové, kde vedl ateliér porcelánu a keramiky, v letech 1960–1966 vedl školu jako rektor. Od roku 1956 byl členem Académie internationale de la céramique (od roku 1967 byl viceprezident), díky tomuto členství se mu podařilo roku 1962 uspořádat mezinárodní výstavu keramiky v Praze. V 70. letech jeho vliv poněkud upadl, ještě v letech 1972–1987 byl člen představenstva ÚV SČVU.
Ve svém díle se zaměřoval na spíše jednoduchou užitou keramiku pod vlivem funkcionalismu, ovšem zpravidla s náročnou povrchovou úpravou, využíval zejména vrstvené a následně proškrabované barevné glazury. Ceněné jsou jeho porcelánové servisy navržené pro Expo 58. Za jeho života se mu dostalo řady ocenění včetně čsl. titulu národní umělec, Řád Vítězného února, nebo zlaté medaile z mezinárodních keramických výstav v Praze, Istanbulu a Gualdo Toddino.

## Galerie

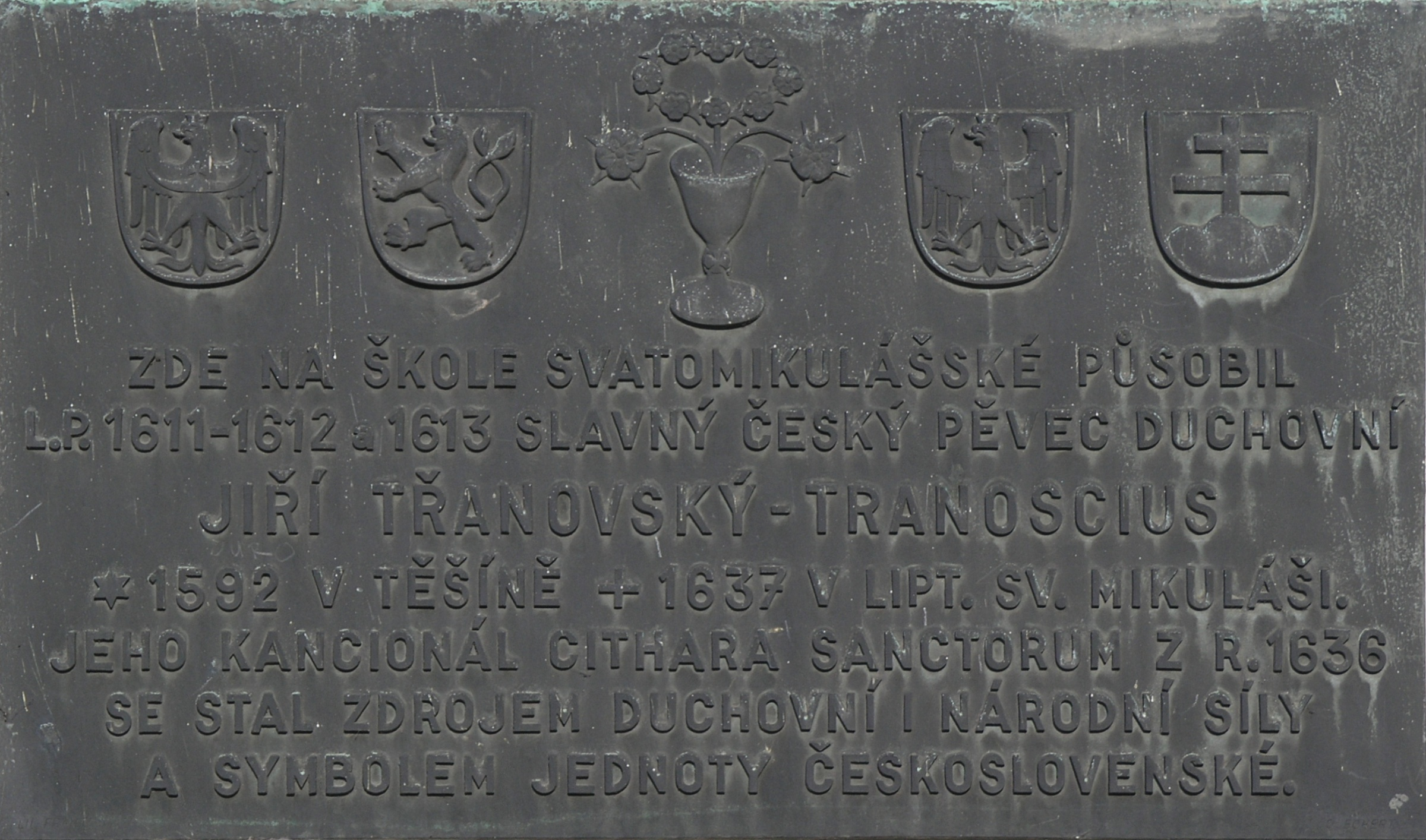
Jiří Tranovský (pamětní deska) [Autorem desky je akad. sochař Otto Eckert; odhalena byla 4. 10. 1936 na Malostranském náměstí v Praze]
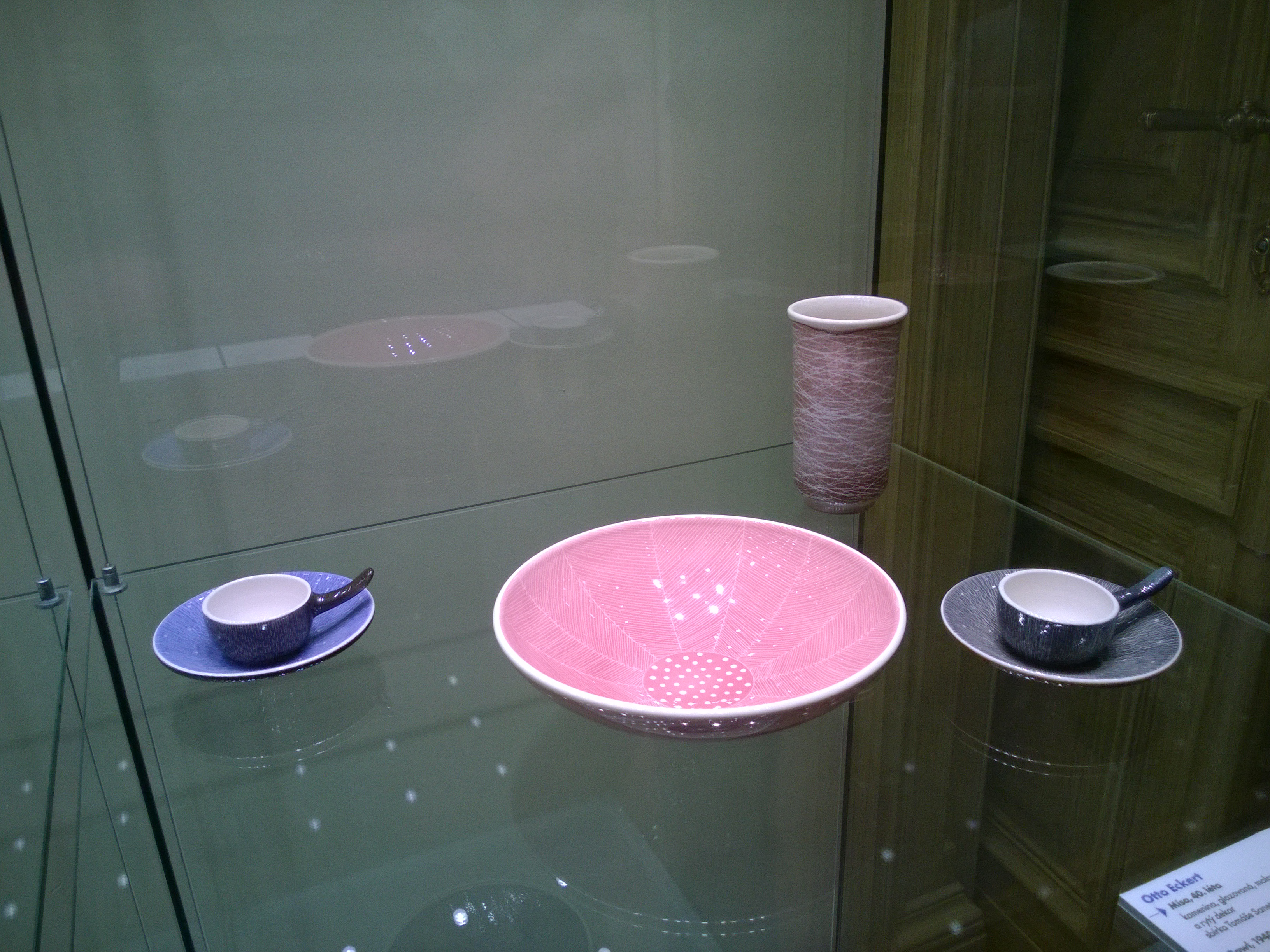
Praha - Uměleckoprůmyslové muzeum, Otto Eckert, 40. léta 20. století
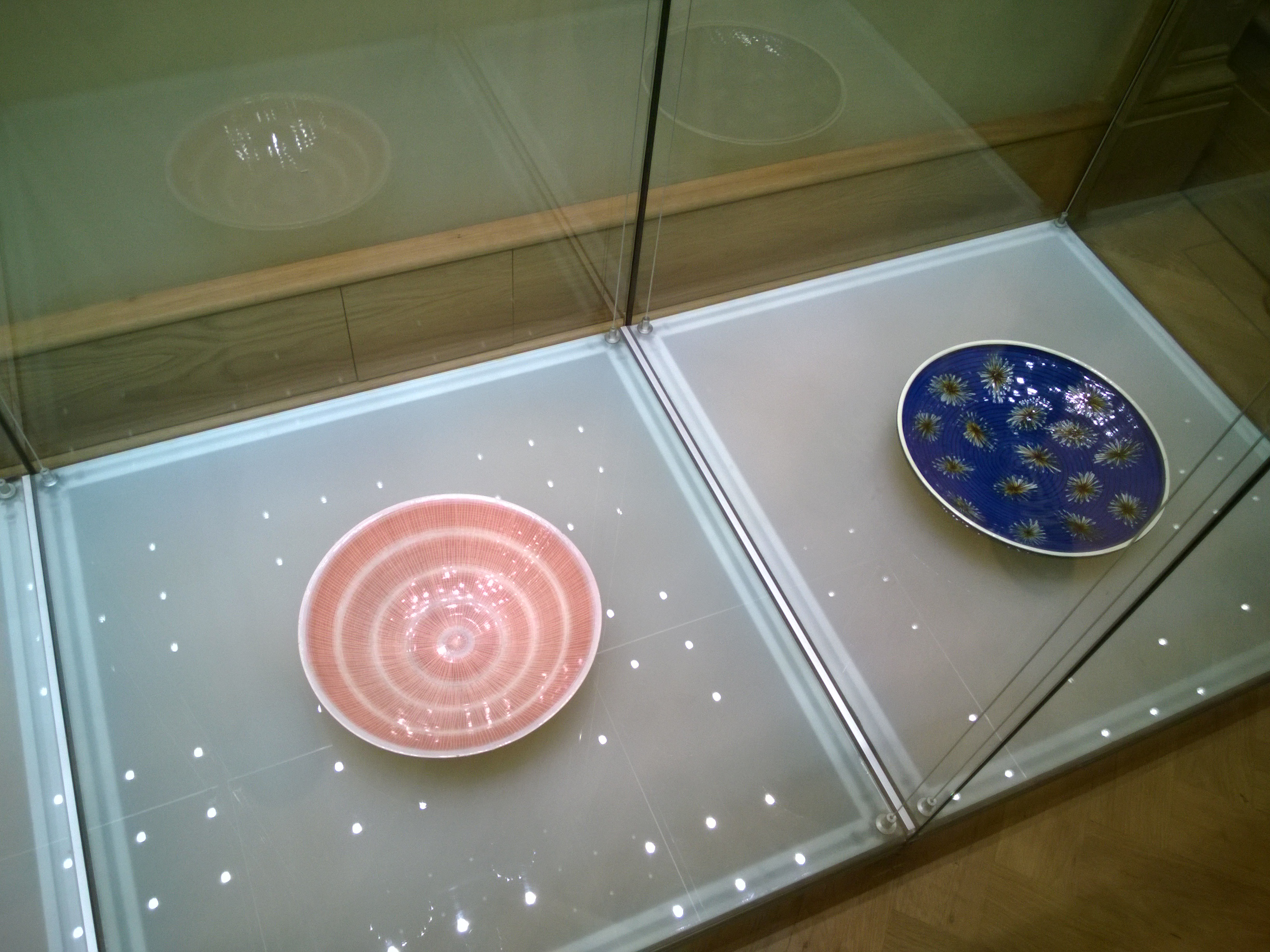
Praha - Uměleckoprůmyslové muzeum, Otto Eckert
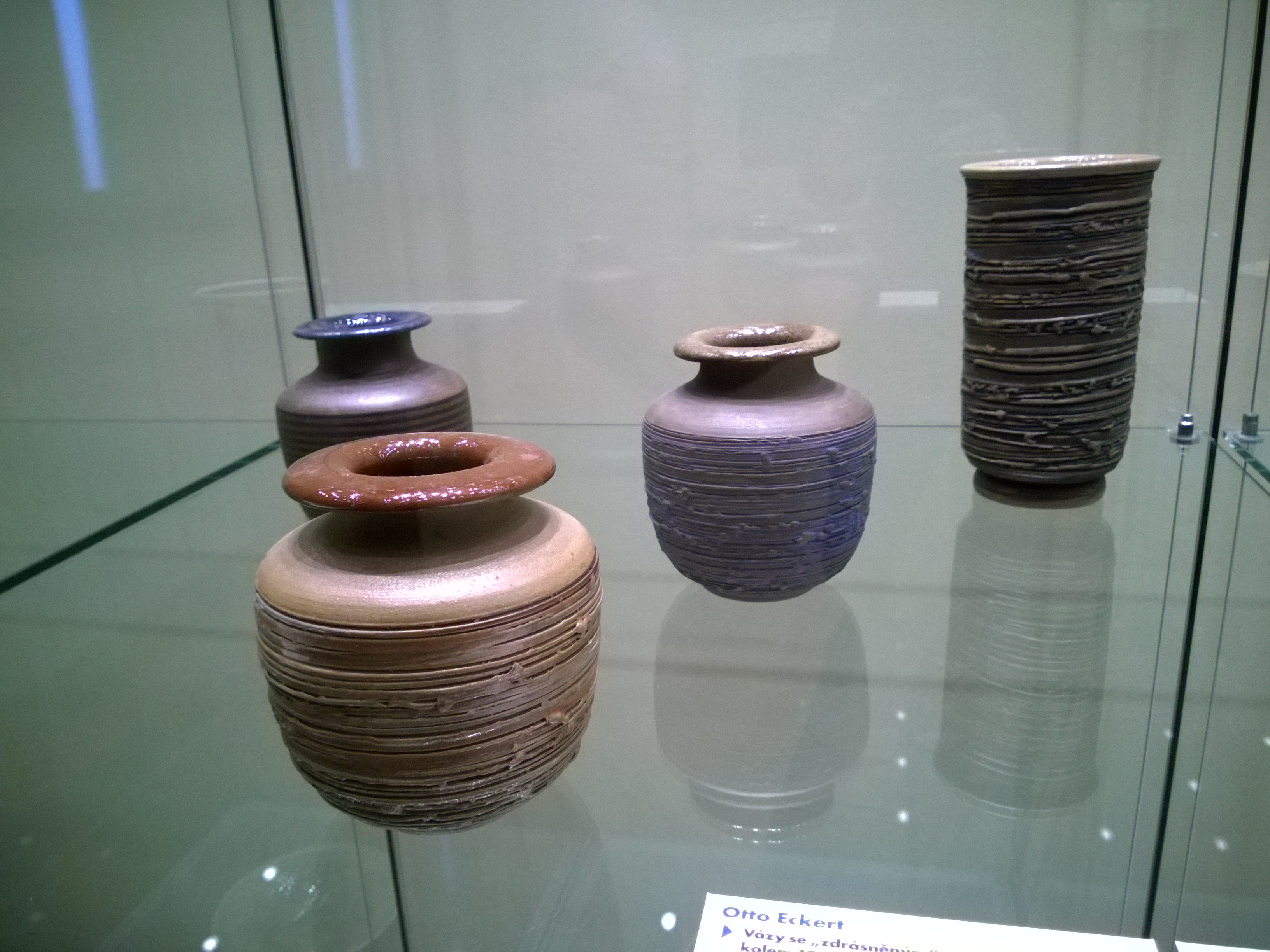
Praha - Uměleckoprůmyslové muzeum, Otto Eckert
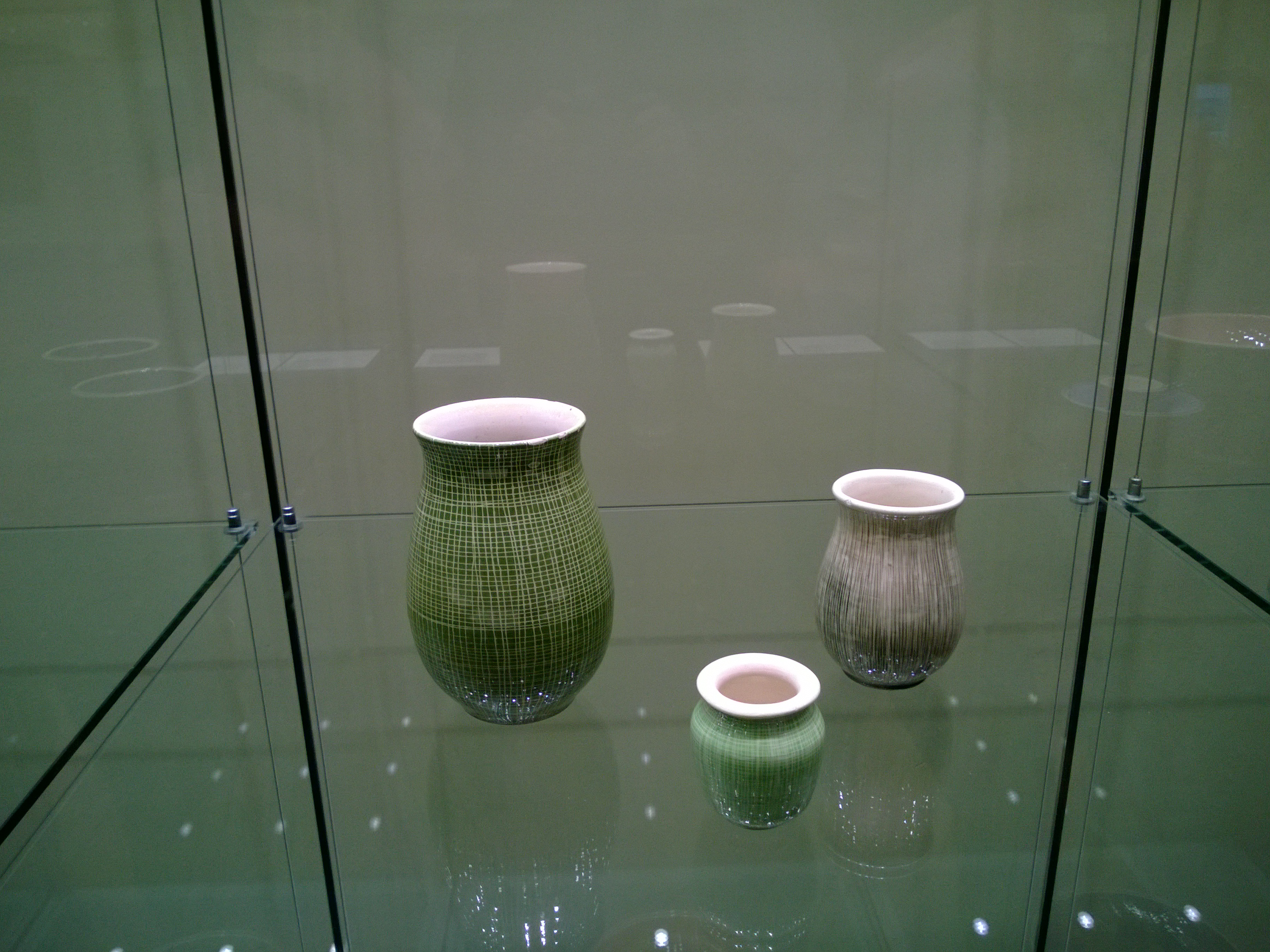
Praha - Uměleckoprůmyslové muzeum, výstava Krásná jizba, Otto Eckert, 1940s